# CA Tigre

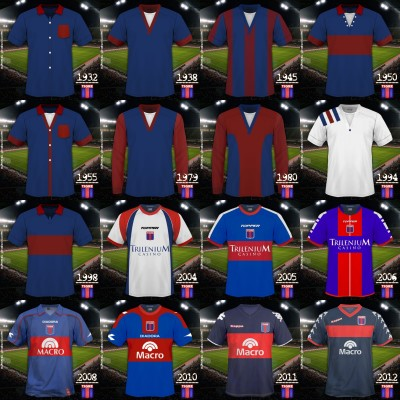
Shirts door de tijd heen

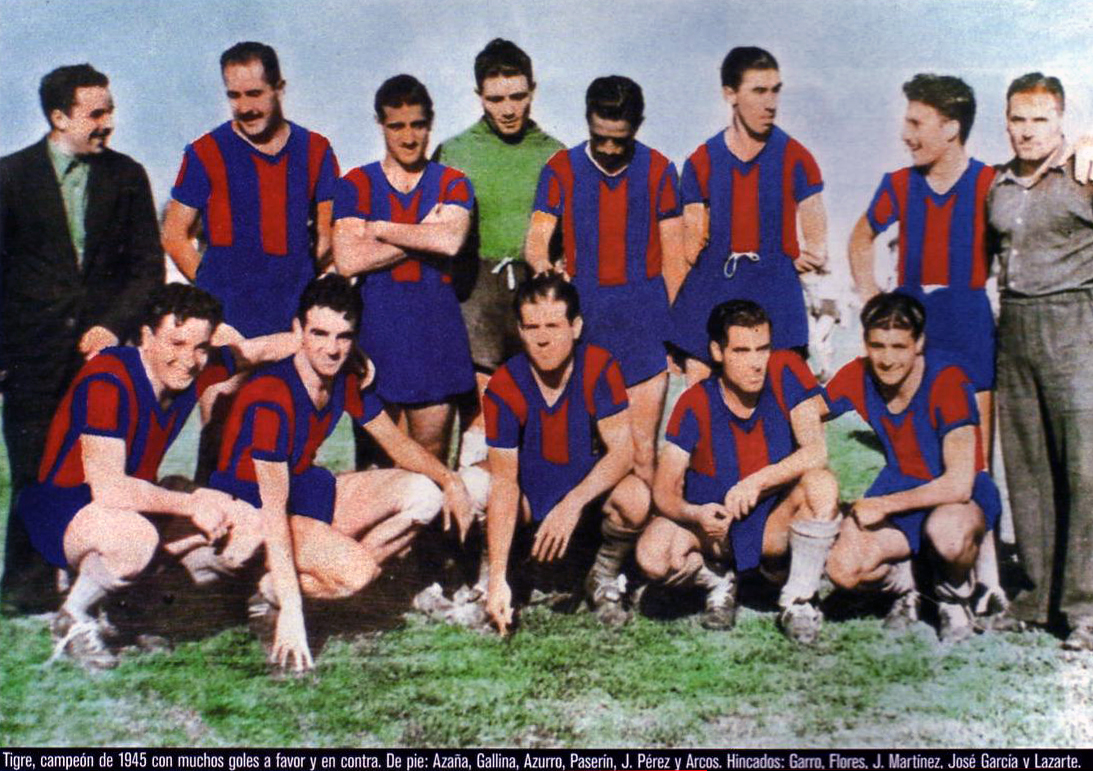
Kampioen B Championship 1945

Club Atlético Tigre is een Argentijnse voetbalclub uit Victoria, in de provincie Buenos Aires. De club werd opgericht op 3 augustus 1902. De thuiswedstrijden worden in het Estadio Monumental de Victoria gespeeld, dat plaats biedt aan 30.000 toeschouwers. De clubkleuren zijn donkerblauw-rood. In 2012 kwam de club tot de finale van de Copa Sudamericana.

## Bekende (oud-)spelers
- Rodolfo Arruabarrena
- Rubén Botta
- Luis Carniglia
- Mariano Izco
- Marcello Larrondo
- Román Martínez
- Lucas Orban
- Mariano Pernía
- Sebastián Rusculleda
- Enrique Wolff